# Marcus Fulvius Nobilior (Konsul 159 v. Chr.)
Marcus Fulvius Nobilior war ein Politiker der römischen Republik im 2. Jahrhundert v. Chr.
Der Sohn des gleichnamigen Konsuls des Jahres 189 v. Chr. war im Jahr 171 v. Chr. Volkstribun, 166 v. Chr. kurulischer Ädil und gelangte 159 v. Chr. zum Konsulat. Er führte Krieg in Ligurien und feierte als Prokonsul im folgenden Jahr einen Triumph.